# Les Revenants EP
Les Revenants EP – jedenasty minialbum zespołu Mogwai, wydany 17 grudnia 2012 roku jako digital download i 28 stycznia 2013 roku jako wydawnictwo winylowe.

## Historia minialbumu
W listopadzie 2012 roku na ekrany francuskich kin wszedł serial Powracający (fr. Les Revenants) w reżyserii Fabrice’a Goberta. Napisanie ścieżki dźwiękowej zaproponowano zespołowi Mogwai. W grudniu 2012 roku ukazała się EP-ka z kilkoma nagraniami ze ścieżki dźwiękowej, natomiast album, Les Revenants – w lutym roku następnego.
EP-ka została wydana najpierw w wersji digital download, bez wcześniejszej zapowiedzi, 17 grudnia 2012 roku. Natomiast wersja winylowa ukazała się 28 stycznia następnego roku nakładem Rock Action Records w limitowanej serii 2000 egzemplarzy. Z 4 zawartych na niej utworów, trzy pojawiły się na albumie: „Wizard Motor”, „The Huts” i „This Messiah Needs Watching” (dwa ostatnie w wersjach alternatywnych). Natomiast „Soup” był dostępny jedynie na tym wydawnictwie. 

## Lista utworów
Lista utworów na CD według Discogs:
| 1. | Wizard Motor                          | 4:41  |
|    |                                       |       |
| 2. | Soup                                  | 1:10  |
|    |                                       |       |
| 3. | The Huts (Version)                    | 3:21  |
|    |                                       |       |
| 4. | This Messiah Needs Watching (Version) | 3:10  |
|    |                                       |       |
|    |                                       | 12:22 |
|    |                                       |       |
- muzyka – Mogwai
- produkcja – Mogwai,  Niall McMenamin
- rejestracja – Niall McMenamin
- mix – Tony Doogan
- projekt graficzny - DLT (3)
- zdjęcia – Batmanu